# أبو مصطفى
قرية أبومصطفى هي إحدى القرى التابعة لمركز الرياض في محافظة كفر الشيخ في جمهورية مصر العربية. حسب إحصاءات سنة 2006، بلغ إجمالي السكان في أبومصطفى 13711 نسمة، منهم 6881 رجل و6830 امرأة.